# Gonayiv (arrondissement)
Gonayiv (franska: Gonaïves) är ett arrondissement i Haiti.   Det ligger i departementet Artibonite, i den norra delen av landet, 110 km norr om huvudstaden Port-au-Prince. Antalet invånare är 411 692. Arean är 967 kvadratkilometer.
Terrängen i Gonayiv är varierad.
Gonayiv delas in i:
- Ennery
- Gonayiv
- L'Estère